# Rachid Aït-Atmane
Rachid Aït-Atmane (Bobigny, Sena-Saint Denis, 4 de febrero de 1993) es un futbolista argelino que también cuenta con la nacionalidad francesa y juega de centrocampista en el Saham Club del Liga Profesional de Omán.

## Trayectoria
Se formó en las categorías inferiores del Racing Club de Lens, en cuyo equipo filial disputó las temporadas 2010-11, 2011-12 y 2012-13 en el grupo A del Championnat de France Amateurs. El 4 de junio de 2013 firmó un contrato de dos años con el Real Sporting de Gijón "B". El 23 de agosto de 2014 debutó con el Real Sporting de Gijón en la Segunda División, durante un encuentro disputado frente al C. D. Numancia de Soria en el Nuevo Estadio Los Pajaritos.
En enero de 2018 fue cedido al Waasland-Beveren de la Primera División de Bélgica. El 31 de agosto rescindió su contrato con el Sporting. En noviembre, tras dos meses sin equipo, firmó con el FC Dinamo de Bucarest rumano.

## Selección nacional
En 2012 fue uno de los veinticinco convocados por la selección argelina sub-20 para una concentración previa al Campeonato Juvenil Africano de 2013 en la localidad francesa de Lisses. El 3 de noviembre de 2015 recibió la llamada de la selección olímpica para disputar un partido frente a Túnez. El 21 de mayo de 2016 fue convocado para disputar los Juegos Olímpicos de Río de Janeiro 2016.

## Clubes
| Club                       | País                   | Año       |
| -------------------------- | ---------------------- | --------- |
| R. C. Lens "II"            | Francia                | 2010-2013 |
| Real Sporting de Gijón "B" | España                 | 2013-2015 |
| Real Sporting de Gijón     | España                 | 2015-2017 |
| C. D. Tenerife             | España                 | 2017      |
| Real Sporting de Gijón     | España                 | 2017-2018 |
| Waasland-Beveren           | Bélgica                | 2018      |
| FC Dinamo de Bucarest      | Rumanía                | 2018-2019 |
| C. S. Sfaxien              | Túnez                  | 2019-2021 |
| Al Fujairah S. C.          | Emiratos Árabes Unidos | 2021      |
| Xanthi F. C.               | Grecia                 | 2021-2022 |
| Al-Ahly Benghazi           | Libia                  | 2022      |
| JS Kabylie                 | Argelia                | 2023-2024 |
| Saham Club                 | Omán                   | 2025-     |